# L'Île mystérieuse (mini-série, 2005)
Pour les articles homonymes, voir L'Île mystérieuse (homonymie).

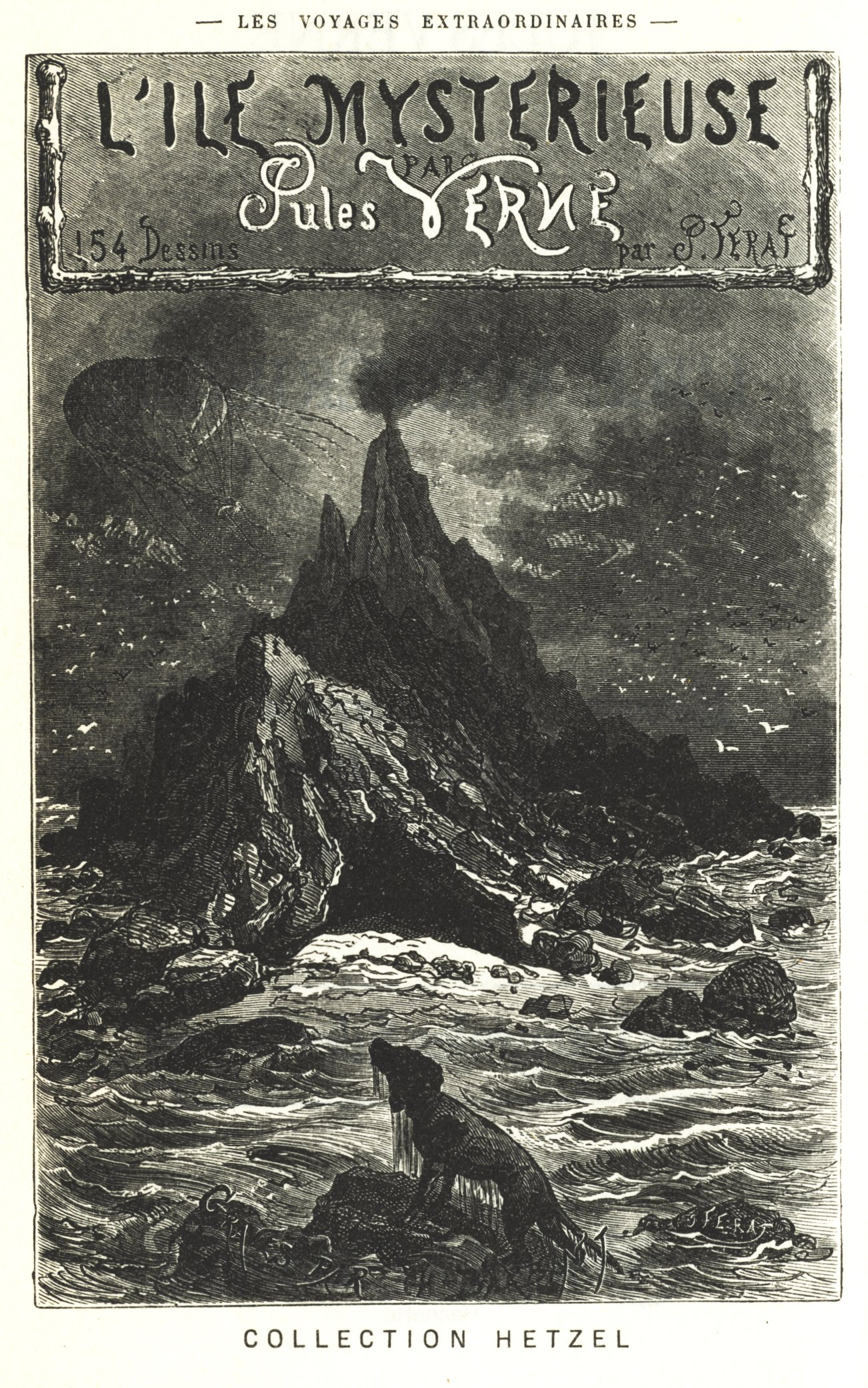
Première de couverture du livre L’Île Mystérieuse dont est tirée la série

L'Île mystérieuse (Mysterious Island) est une mini-série américaine en deux parties réalisée par Russell Mulcahy, inspirée très librement du roman L'Île mystérieuse de Jules Verne et diffusée le 17 septembre 2005 sur Hallmark Channel.

## Synopsis
À l'extérieur d'une prison confédérée de Virginie, la nuit tombe, une tempête se prépare et cinq individus qui n'ont rien en commun - outre le désir de s'échapper - préparent leur évasion. Le groupe est hétéroclite. Il comprend le capitaine unioniste Cyrus Smith ; Neb, un esclave afro-américain; Jane Spillet, une infirmière qui a perdu son mari; sa fille adolescente Helen ainsi que Pencroff et LeMay, deux soldats confédérés prêts à tout pour fuir le camp. Emportés au loin dans une montgolfière portée par les vents violents d'un orage, ils échouent sur une île du Pacifique qui à première vue, semble tout ce qu'il y a de plus paisible. Au cœur de cette jungle étrange, ils se retrouvent bientôt faibles, affamés et craignant pour leur survie. C'est alors qu'un étrange individu leur porte secours, le capitaine Nemo qui habite cette île afin de se livrer à d'étranges expériences…

## Fiche technique
- Titre original : Mysterious Island
- Titre français : L'Île mystérieuse
- Réalisation : Russell Mulcahy
- Scénario : Adam Armus, d'après le roman de Jules Verne
- Musique : Roger Bellon
- Durée : 172 minutes
- Pays : États-Unis
- Dates de première diffusion : 
  -  États-Unis : 17 septembre 2005 sur Hallmark Channel
  -  France : 14 juillet 2006 sur M6

## Distribution
- Kyle MacLachlan (VF : Patrick Poivey) : Capitaine Cyrus Smith
- Danielle Calvert (VF : Caroline Pascal) : Helen Spillet
- Patrick Stewart (VF : Pierre Dourlens) : Capitaine Nemo
- Gabrielle Anwar (VF : Brigitte Berges) : Jane Spillet
- Jason Durr (en) (VF : Eric Legrand) : Pencroff
- Omar Gooding (VF : Lucien Jean-Baptiste) : Neb
- Roy Marsden (VF : Bernard Alane) : Joseph
- Tom Mison (VF : Pascal Nowak) : Blake
- Vinnie Jones (VF : François Siener) : Bob Harvey
- Chris Larkin : Atherton Harvey
- Dom Hetrakul : Sun
- Geoffrey Giuliano (en) : Li
- Gregory T. Eismin : Zhou

## Différence avec le roman
- Le capitaine Nemo vit dans une maison avec son serviteur, Joseph, dans le film, alors que dans le roman, il vit seul dans son sous-marin.
- Le capitaine Nemo ne construit pas d'arme destructrice dans le livre.
- Il n'y a pas d'animaux gigantesques dans le livre.
- Bien que la présence des pirates est aussi constatée dans le livre, cela n'a pas de rapport avec un trésor quelconque, comme dans le film.
- La grotte utilisée par le groupe comme maison n'est pas découverte de la même façon dans le livre et dans le film.
- Le personnage de Gédéon Spillet dans le livre a été remplacé par celui de Jane Spillet, l'infirmière. Sa fille Helen n'apparaît pas dans le livre, mais il y a cependant un jeune garçon.
- LeMay n'apparaît pas dans le livre.
- Les animaux (le chien Top et le singe Maître Gup) du roman n'apparaissent pas dans le film.
- La durée de vie sur l'île est plus courte dans le film.
- Pencroff ne meurt pas dans le livre.
- Le groupe s'échappe de l'île dans un navire venu chercher un abandonné (Ayrton) et non pas dans une barque donnée par Nemo dans le film.
- Dans le livre, le groupe entre en contact avec Nemo beaucoup plus tard que dans le film.
- Dans le film, le volcan ne devrait pas fumer dès le début de l'histoire.